# Richard Dürr
Richard Dürr (Bülach, 1 de dezembro de 1938 - 30 de maio de 2014) foi um futebolista suíço que atuava como meia.

## Carreira
Richard Dürr fez parte do elenco da Seleção Suíça de Futebol, na Copa do Mundo de 1962 e 1966.